# Cannaceae
Las cannáceas (Cannaceae) son una familia de plantas herbáceas, perennes y rizomatosas pertenecientes al orden Zingiberales de las monocotiledóneas. La familia presenta un solo género, Canna, con veintitrés especies conocidas como «achiras», «adeiras» o «cañas de Indias». Son plantas tropicales y subtropicales nativas de América que se caracterizan por sus hojas dísticas, sus flores con un estambre petaloide con una sola teca y sus estaminodios que parecen pétalos.  Diferentes especies de Canna se cultivan para la alimentación humana en varias regiones del mundo: en México y las Antillas, en los Andes (desde Colombia hasta Argentina), como también en Hawái, Australia, Vietnam, China e Indonesia. Se destaca Canna indica como la más conocida, variable y distribuida entre estas especies. Algunas son cultivadas con fines ornamentales, especialmente en Francia, España, Inglaterra, Hungría, otros lugares de Europa y en Brasil.

## Etimología y nombres comunes
El nombre Canna proviene del hebreo «caneh» que significa «caña». Los nombres comunes en español para las diferentes especies de Canna son muy variados, como por ejemplo «caña de las Indias», «platanillo», «platanillo de Cuba», «caña india», «caña coro», «achira», «achera», «sagú» y «lengua de dragón». No obstante, predomina «achira» en Sudamérica y «caña de indias» en España.

## Descripción

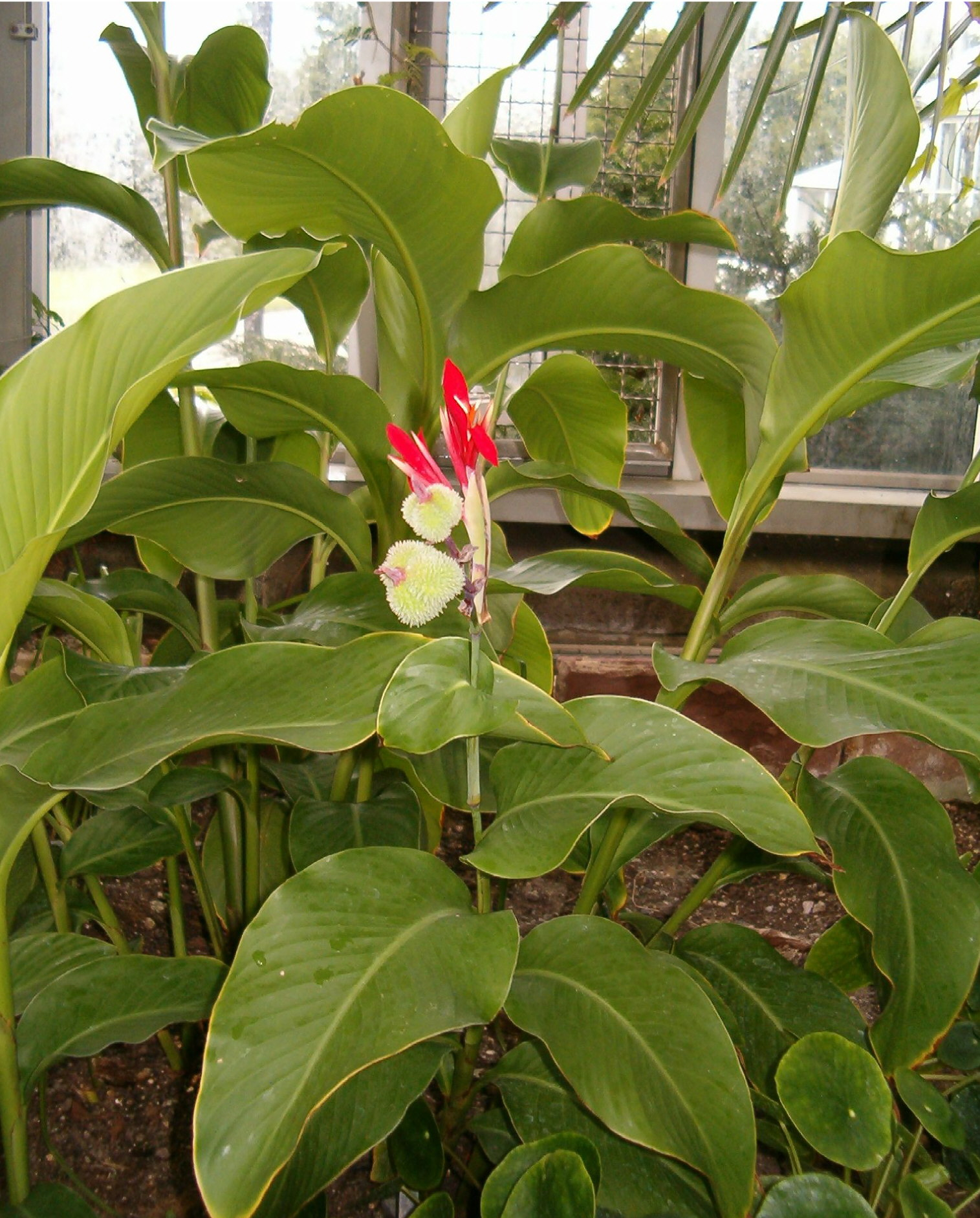
Hábito de crecimiento e inflorescencia en Canna indica var. warscewiczii.

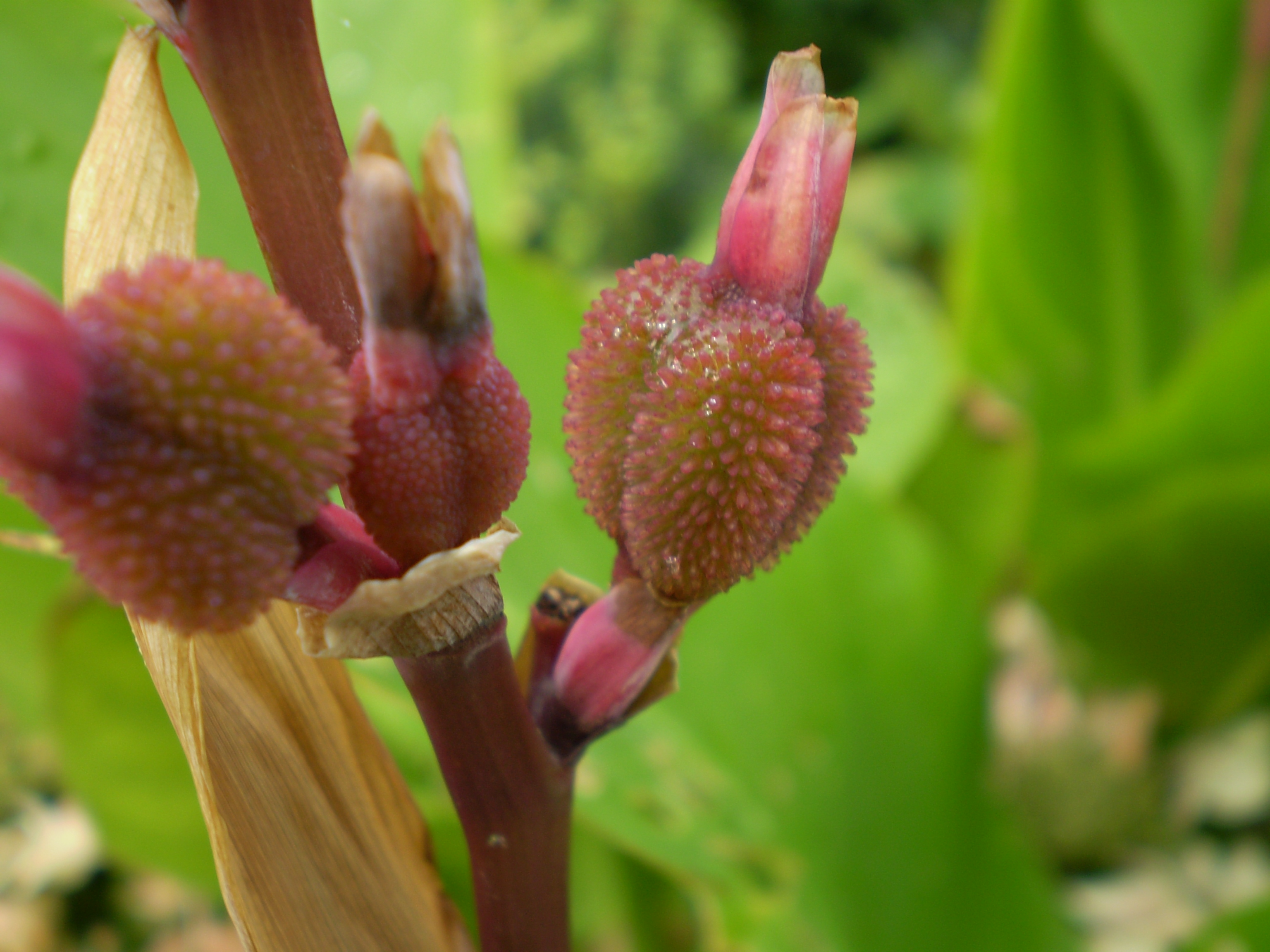
Fruto en formación de achira con sus características estructuras espinulosas que lo recubren. Obsérvese el cáliz persistente sobre el fruto.

Son hierbas perennes y glabras. Presentan dos tipos de tallo: uno aéreo, sin ramificaciones y erecto; el otro subterráneo, rizomatoso y de ramificación simpodial o monopodial de acuerdo a la especie considerada, con canales de mucílago. Las hojas son alternas, dísticas (a espirales), simples, de margen entero, pecioladas o más o menos sin pecíolo, con una lámina bien desarrollada, la vena media de la lámina posee canales aeríferos, con venación pinada (peni-paralela), envainadora en la base, sin lígula ni pulvino ni estípulas. Se hallan diferenciadas en una vaina basal, un pecíolo y una lámina. Las vainas se superponen rodeando al tallo y dándole soporte.
Las flores son hermafroditas, sin plano de simetría, epíginas (con ovario ínfero), muchas veces duran un solo día. El perigonio está formado por 3 sépalos (a veces llamados tépalos externos) separados e imbricados y por 3 pétalos (a veces llamados tépalos internos), unidos entre sí y también imbricados.
El androceo está formado por un único estambre fértil (el medio posterior), petaloideo, con su filamento unido con los estaminodios y adnato a la corola. La antera es unilocular o también llamada monoteca (es decir es una media antera, la otra mitad está expandida formando una estructura similar a un pétalo y estéril), biesporangiada, de posición lateral subapical, de dehiscencia longitudinal. Los estaminodios son usualmente 3 o 4, puede ser uno y rara vez 5, largos, petaloideos, parecidos al estambre fértil, 1 más largo que los otros y recurvado, todos en su parte basal connados y adnatos a la corola. El polen no presenta aperturas y su exina es muy reducida.
El gineceo está formado por 3 carpelos (el carpelo medio es anterior), unidos entre sí, con 3 lóculos. El ovario es ínfero, externamente papiloso, con numerosos óvulos por lóculo, anátropos y bitégmicos, de placentación axilar. El estilo es terminal y laminar, aplanado y más o menos petaloideo. El estigma es único, extendiéndose a lo largo de un lado del estilo. Los nectarios se hallan en los septos del ovario.
Las inflorescencias son terminales y pueden ser determinadas o indeterminadas. El eje central es triangular en el corte transversal, con brácteas trísticas, cada bráctea usualmente asociada con cimas reducidas, de sólo 1 o 2 flores. La inflorescencia secundaria es un tirso bracteado que consiste en una espiga o racimo de cimas.
El fruto es usualmente una cápsula verrugosa, la cual se abre de forma irregular por desintegración de la pared del fruto. El cáliz es persistente en el fruto. Las semillas son esféricas, negras, asociadas a un grupo de pelos (que es un arilo modificado). Presentan  endosperma y perisperma y son ricas en almidón. El embrión es recto. El número cromosómico básico es x=9.

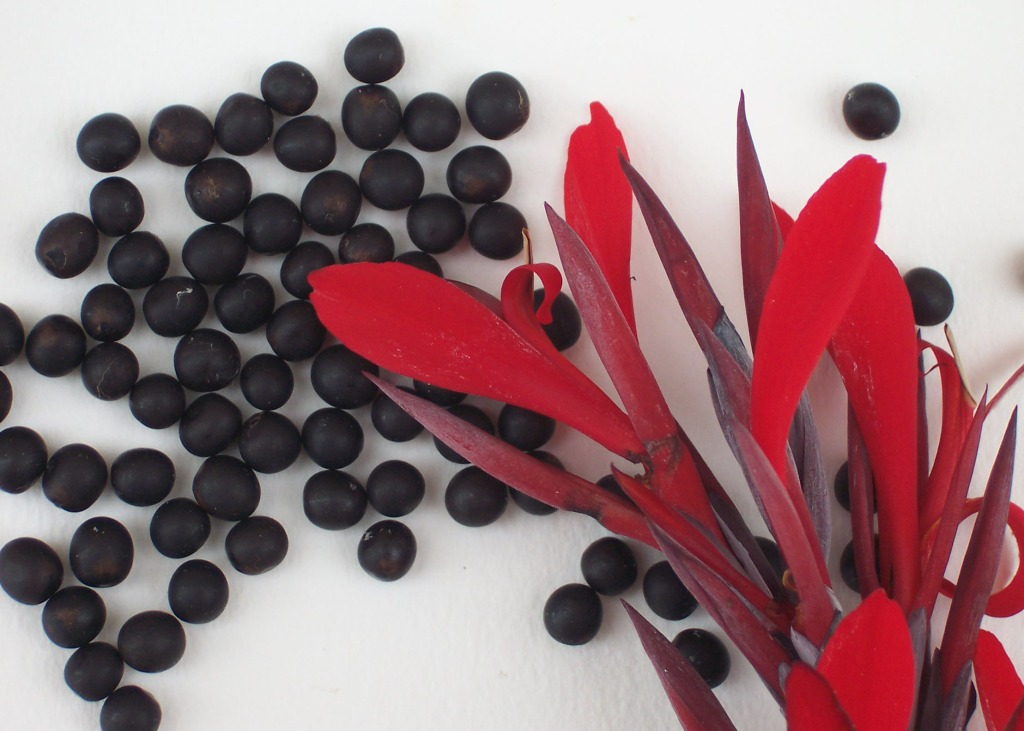
Canna indica, flores y semillas, Isla de la Reunión, 2005.

## Diversidad
La diversidad taxonómica editada por Kubitzki (1998) muestra las floras locales en las regiones hispanoparlantes, describe a las especies de la familia Cannaceae. presentes en la región que la flora abarca, y que pueden ser consultadas en instituciones dedicadas a la botánica en bibliotecas y jardines botánicos. Las floras más modernas, usualmente siguen una clasificación basada en el APG, pueden tener algunas diferencias, porque muchas familias que aparecen en floras y volúmenes más antiguos, sufrieron cambios importantes en los grupos que las componen o incluso en su concepto taxonómico, por lo que una comparación con la circunscripción como aquí dada puede ser necesaria para sincronizarlas.
A continuación se repasará brevemente la diversidad de Cannaceae. Su función es tener una imagen de cada familia al leer las secciones de Ecología, Filogenia y Evolución.

## Ecología
Las canáceas son nativas de las regiones tropicales y subtropicales de las Américas, distribuyéndose desde el nivel del mar hasta las laderas montañosas por debajo de los 3.000 m s. n. m. Una especie (Canna indica) se ha naturalizado a través de las regiones tropicales y subtropicales de Asia y África. Muchas especies e híbridos interespecíficos derivados se cultivan en los jardines de todo el mundo.
Son plantas de claros húmedos de las selvas tropicales, de orillas de ríos, o de tierras húmedas, frecuentemente crecen en lugares con hasta 10 cm de profundidad de agua.
El polen es depositado en el estilo antes de que la flor se abra, directamente en el estigma o un poco debajo de él, por lo que muchas especies se autopolinizan (se dice que son autógamas). En las especies no autógamas, la biología de la polinización ha sido poco estudiada, pero los polinizadores más frecuentes pueden ser abejas recolectoras de néctar, mariposas y polillas y pájaros (colibríes). Las semillas son muchas veces dispersadas por el agua y permanecen viables por mucho tiempo. De hecho, una semilla de aproximadamente 600 años de edad, hallada en una tumba en un sitio arqueológico sudamericano, germinó y la planta floreció.

## Filogenia y taxonomía

### Filogenia
La monofilia de Cannaceae se halla sustentada tanto por los análisis moleculares de ADN como por la morfología
El cladograma que muestra las relaciones de las cannáceas con los otros miembros del orden Zingiberales es el siguiente:
|  | Zingiberaceae |
|  |               |
|  | Costaceae     |
|  |               |

|  | Cannaceae   |
|  |             |
|  | Marantaceae |
|  |             |

|  | Zingiberaceae |
|  |               |
|  | Costaceae     |
|  |               |

|  | Cannaceae   |
|  |             |
|  | Marantaceae |
|  |             |

|  | Zingiberaceae |
|  |               |
|  | Costaceae     |
|  |               |

|  | Cannaceae   |
|  |             |
|  | Marantaceae |
|  |             |

|  | Zingiberaceae |
|  |               |
|  | Costaceae     |
|  |               |

|  | Cannaceae   |
|  |             |
|  | Marantaceae |
|  |             |

|  | Zingiberaceae |
|  |               |
|  | Costaceae     |
|  |               |

|  | Cannaceae   |
|  |             |
|  | Marantaceae |
|  |             |

|  | Zingiberaceae |
|  |               |
|  | Costaceae     |
|  |               |

|  | Cannaceae   |
|  |             |
|  | Marantaceae |
|  |             |

|  | Zingiberaceae |
|  |               |
|  | Costaceae     |
|  |               |

|  | Cannaceae   |
|  |             |
|  | Marantaceae |
|  |             |

|  | Zingiberaceae |
|  |               |
|  | Costaceae     |
|  |               |

|  | Cannaceae   |
|  |             |
|  | Marantaceae |
|  |             |

|  | Zingiberaceae |
|  |               |
|  | Costaceae     |
|  |               |

|  | Cannaceae   |
|  |             |
|  | Marantaceae |
|  |             |

|  | Zingiberaceae |
|  |               |
|  | Costaceae     |
|  |               |

|  | Cannaceae   |
|  |             |
|  | Marantaceae |
|  |             |

|  | Zingiberaceae |
|  |               |
|  | Costaceae     |
|  |               |

|  | Cannaceae   |
|  |             |
|  | Marantaceae |
|  |             |

|  | Zingiberaceae |
|  |               |
|  | Costaceae     |
|  |               |

|  | Cannaceae   |
|  |             |
|  | Marantaceae |
|  |             |

|  | Zingiberaceae |
|  |               |
|  | Costaceae     |
|  |               |

|  | Cannaceae   |
|  |             |
|  | Marantaceae |
|  |             |

|  | Zingiberaceae |
|  |               |
|  | Costaceae     |
|  |               |

|  | Cannaceae   |
|  |             |
|  | Marantaceae |
|  |             |

|  | Zingiberaceae |
|  |               |
|  | Costaceae     |
|  |               |

|  | Cannaceae   |
|  |             |
|  | Marantaceae |
|  |             |

|  | Zingiberaceae |
|  |               |
|  | Costaceae     |
|  |               |

|  | Cannaceae   |
|  |             |
|  | Marantaceae |
|  |             |

Las cannáceas se hallan muy estrechamente relacionadas con las marantáceas, como se puede apreciar en el cladograma, familia con la cual comparte varias características reproductivas inusuales, tales como la asimetría floral, la reducción del número de estambres fértiles a una sola antera y la presentación secundaria del polen. Los granos de polen son grandes y esféricos y, como muchos otros miembros del orden Zingiberales, presentan una exina muy reducida y una capa de intina muy expandida.

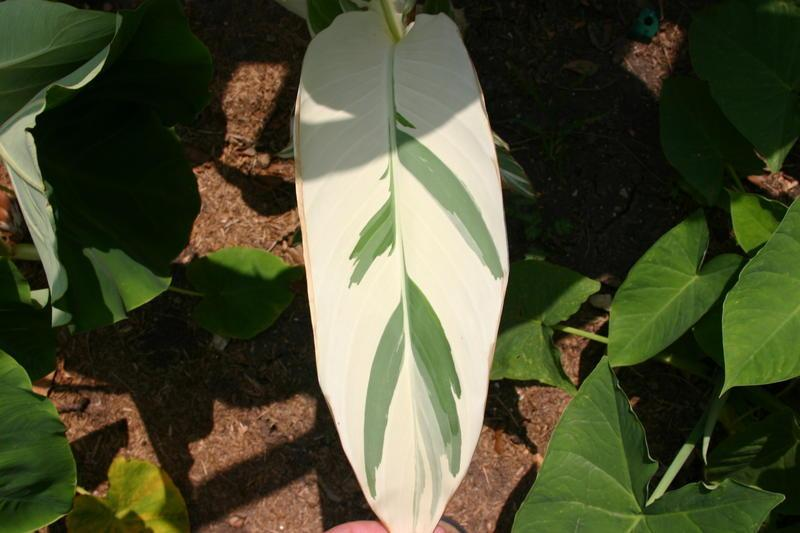
Muchos híbridos de achira presentan hojas variegadas, en la fotografía se muestra una hoja de Canna variegatifolia.

### Taxonomía
La familia fue reconocida por todos los sistemas de clasificación de plantas, desde el sistema de Engler, pasando por el de Cronquist, el de Takhtajan, hasta el sistema APG III.

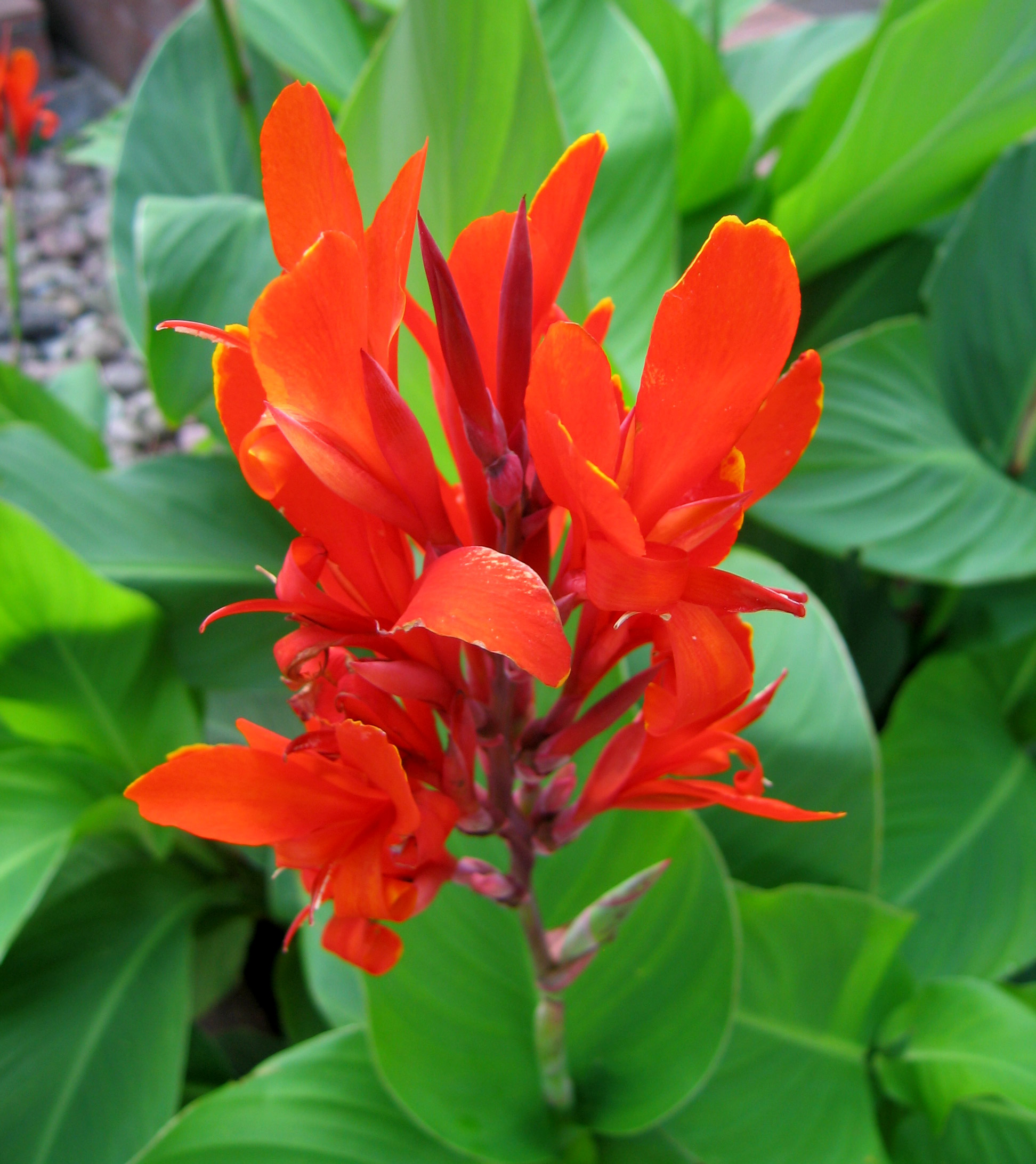
Canna indica es una de las especies más variables del género.

Hasta hace pocos años la mayoría de los taxónomos reconocían más de 50 especies dentro del género Canna, pero gracias a los trabajos de Paulus Maas basados especialmente en conceptos de historia biogeográfica, el grado de hibridación interespecífica durante su domesticación y la plasticidad de los rasgos morfológicos, ese número se ha reducido a poco más de veinte especies. Tales trabajos fueron luego completados por los análisis taxonómicos realizados por Nobuyuki Tanaka. La siguiente lista está basada en el trabajo de revisión de la familia Cannaceae realizado por este botánico en 2001 para las especies de Asia y el Nuevo Mundo y el de M. M. Ciciarelli para las especies argentinas en 1989, con el agregado de algunos trabajos nomenclaturales posteriores a esas publicaciones o descubrimientos de nuevas especies, tal como el caso de Canna ascendens en 2007.
- Canna amabilis T. Koyama & Nob.Tanaka, de la provincia de Chaco en Argentina.[29]
- Canna ascendens Ciciar., de la provincia de Buenos Aires (Argentina).[28]
- Canna bangii Kraenzl., de Perú y Bolivia.[30]
- Canna coccinea Mill., del norte de Argentina.[31]
- Canna compacta Roscoe, del sur de Brasil y norte de Argentina.[32]
- Canna discolor var. discolor (Lindl.) Nob.Tanaka, de México a Colombia.[33][34]
- Canna eximia Horan., de Brasil.[35]
- Canna flaccida Salisb., del sudeste de Estados Unidos, América Central y el Caribe.[36]
- Canna glauca L., distribuida desde Carolina del Sur (Estados Unidos) hasta América tropical.[37][38]
- Canna indica L.,[37] distribuida en México y América Central, cultivada y naturalizada en varias partes del mundo. Se considera que presenta varias variedades taxonómicas:[24]
  - Canna indica var. flava (Roscoe ex Baker) Nob. Tanaka.
  - Canna indica var. maculata (Hook.) Nob. Tanaka.
  - Canna indica var. sanctae-rosae (Kraenzl.) Nob.Tanaka.
  - Canna indica var. warszewiczii (A.Dietr.) Nob.Tanaka.
- Canna iridiflora Ruiz & Pav., distribuida en Costa Rica hasta Perú.[39]
- Canna jacobiniflora T. Koyama & Nob. Tanaka, de la provincia de Corrientes en Argentina.[29]
- Canna jaegeriana Urban, del Caribe y norte de América del Sur.[40]
- Canna liliiflora Warsz. ex Planch., de Bolivia.[41]
- Canna paniculata Ruiz & Pav., de América tropical.[39] - achira cimarrona del Perú[42]
- Canna patens (Aiton) Roscoe, del sur de Brasil.[43]
- Canna pedunculata Sims, del sur de Brasil.[44]
- Canna plurituberosa T. Koyama & Nob. Tanaka, de la provincia de Jujuy en Argentina.[29]
- Canna speciosa Roscoe ex Sims, de Brasil y nordeste de Argentina.[45]
- Canna stenantha Nob. Tanaka, distribuida desde Paraguay hasta la provincia de Misiones en Argentina.[46]
- Canna tuerckheimii Kraenzl., de México hasta Bolivia.[30]
- Canna variegatifolia Ciciar., de la provincia de Santa Fe, en Argentina.[47]

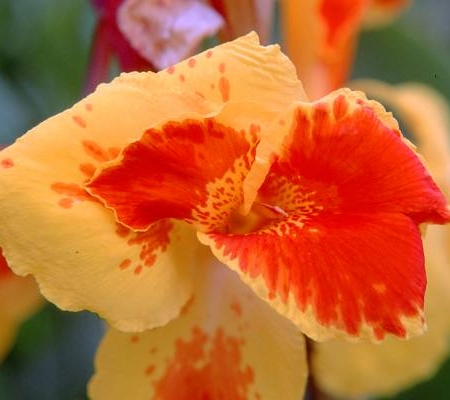
Canna × generalis, fotografía tomada en la isla de San Nicolás, Cabo Verde, agosto de 2007.

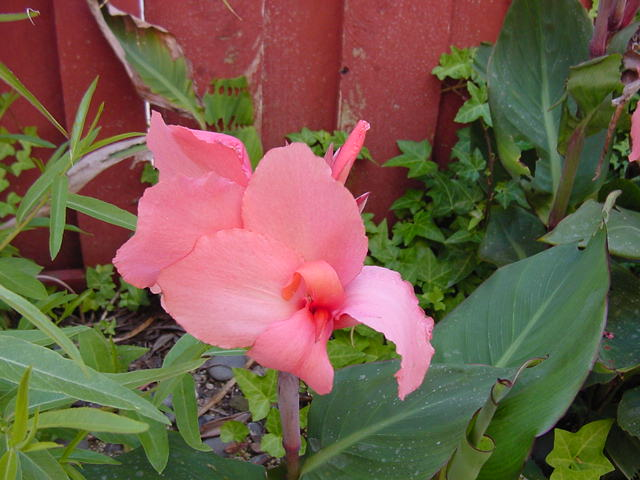
Canna liliiflora.

Además de estas especies que se encuentran en la naturaleza, a todos los híbridos interespecíficos creados por el hombre para mejorar el color y el tamaño de la flor, como se describe en la próxima sección, se les otorgó nombres binomiales. Así, al comienzo del siglo XX, Liberty Hyde Bailey describió detalladamente dos especies de achiras de jardín: C. x generalis y C. x orchiodes) para categorizar a las achiras ornamentales cultivadas en aquella época. A través del tiempo ambos grupos fueron cruzados entre sí por lo que su diferenciación fue cada vez más incierta y los dos nombres otorgados por Bailey se hicieron redundantes (ambos estaban designando a las achiras ornamentales). Por esa razón, todos los cultivares actuales se agrupan en la notoespecie Canna × generalis y, dentro de ella, se clasifican a las diferentes variedades en "grupos de cultivares", una tendencia apoyada por el Código Internacional de Nomenclatura de Plantas Cultivadas.

## Importancia económica
Los rizomas de la achira (especialmente los de Canna indica) se usan como alimento ya que sus rizomas se consumen asados o cocidos como las papas y de ellos se obtiene una harina excelente utilizada en la fabricación de bizcochos. Sus semillas se utilizan en la confección de collares y rosarios y sus hojas sirven para envolver ciertos alimentos. La decocción de la raíz sirve igualmente como diurético, siendo el almidón de los rizomas muy digerible y, por tanto, beneficioso
para bebés y personas enfermas. También en algunos lugares utilizan cataplasmas hechas con raíces cocidas con fines emolientes. Por último, los tallos y hojas tienen valor como alimento del ganado. No obstante, la mayor importancia de las especies e híbridos (por ejemplo Canna × generalis) es su utilización como plantas ornamentales.

### Uso ornamental

#### Origen de las achiras ornamentales
La hibridación interespecífica ha desempeñado un papel fundamental y dominante en el origen de las achiras ornamentales. Esto ha sido posible gracias a la gran diferenciación eco-específica de las especies parentales, lo que determinó que carecieran de barreras a la hibridación y una muy buena fertilidad en los híbridos resultantes. Las diferencias en el color de la flor entre las especies de Canna están controladas por un gran número de genes y por intensificadores e inhibidores. De la recombinación en los híbridos interespecíficos que segregaban para tan gran número de genes, surgieron una gran cantidad de genotipos heterocigóticos con nuevos colores y combinaciones de colores, los que además podían seguir generando nueva variabilidad genética. Esta hibridación fue también responsable de la segregación transgresiva, particularmente en la longitud y ancho de los estaminodios y en el porte lujurioso que afectaba no sólo a la altura de la planta sino también al tamaño de la flor.
La eficiente propagación vegetativa de las especies e híbridos permitió, por otro lado, la fijación de los genotipos mejor adaptados, aunque los mismos presentaran un alto grado de esterilidad.
Las achiras creadas por Théodore Année (híbridos entre C. indica y C. glauca) y por otros entusiastas en Alemania y Francia (híbridos entre C. iridiflora y C. warscwiczii) surgieron entre 1848 y 1863. Aunque ambos tipos de híbridos eran mucho más atractivos que las especies parentales, todavía las flores de los mismos eran muy pequeñas. Un gran desarrollo se logró para 1868 cuando fueron lanzadas al mercado las achiras denominadas ‘Crozy’ (por su creador, el horticultor francés Antoine Crozy), ‘gladiolus’ o ‘francesas enanas’ (denominadas colectivamente como C. × generalis Bailey). Este grupo surgió a partir de cruzamientos y retrocruzamientos entre los dos primeros grupos y contenía diploides, triploides y heterocigotas complejos para reordenamientos cromosómicos. Más tarde se introdujo una nueva especie a este grupo, C. flacida, lo que dio como resultado el desarrollo para 1872 de las denominadas achiras ‘italianas’, ‘Iris’, ‘orquídeas’ o de ‘flores gigantes’ (agrupadas bajo el nombre de C. × orchiodes Bailey, hoy considerado un simple sinónimo de C. × generalis). Genéticamente, estas variedades eran diploides desinápticos estériles o alotriploides. Hacia fines del siglo XIX, Carl Sprenger en Italia y Wilhelm Pfitzer en Alemania continuaron produciendo novedades mediante cruzamientos e introducciones de nuevas especies. Después de la hibridación interespecífica, la poliploidía es el otro mecanismo en importancia en el origen de los cultivares de achiras con flores más robustas y durables. Es evidente que los 44 años entre 1848 y 1892 fue un período fecundo en el mejoramiento genético de las achiras, y donde la selección estuvo regida básicamente por los siguientes principios: incremento de la tolerancia al frío, reducción de la altura, inflorescencias bien arriba del follaje, flores erectas, aumento del tamaño de las flores y en la diversidad de colores tanto de las flores como del follaje. La tendencia en el mejoramiento de la achira en los últimos años ha sido el logro de cultivares más bajos con mayor número de tallos aéreos por rizoma. Este tipo de planta tiende a ser arbustivo y muy florífero.
Es de destacar que la selección para los dos usos principales de las achiras no sólo involucró diferentes órganos (rizomas o flores) sino también diferentes ambientes. Mientras que la selección de las achiras ornamentales tuvo lugar en el clima templado de Europa, completamente nuevo para el género, la selección por producción de almidón en el rizoma tuvo lugar en su hábitat nativo. Es interesante destacar que los dos diferentes propósitos de selección en diferentes hábitats, han terminado ambos en triploidía: incrementando el tamaño floral en las achiras ornamentales y el tamaño de los rizomas en las achiras usadas para producir almidón (Canna edulis, hoy considerado un sinónimo de C. indica).

### Uso alimenticio
El sagú, también llamado achira, arawac, imocoma, chisgua, maraca y capacho, es la especie utilizada como alimenticia (Canna edulis, nombre que se considera sinónimo de C. indica). Hasta finales de los años cincuenta el sagú fue un alimento permanente en la dieta de los habitantes de las comunidades andinas. Se consumía sancochado como guarnición y se la denomina a esta preparación San. Su uso mayoritario era para la producción de «harina de sagú», obtenida de las raíces de la planta de achira o sagú, la cual se usaba como alimento básico para niños durante los primeros años de vida en preparaciones con leche fresca de vaca («atol de sagú»).
El almidón de sagú tiene alto contenido de amilasa, la cual es una proteína importante. Muestra una viscosidad muy alta en las temperaturas que se someten en la elaboración de pastas, lo cual permite manipular con mayor facilidad los geles calientes en comparación con otros almidones. Es una excelente fuente de nutrientes para niños, ancianos y personas que sufren problemas digestivos. La panificación demanda el 80% de la producción, los usos domésticos el 15%, las industrias el 1% y el resto en otros usos. En Colombia, por ejemplo, existen 800 hectáreas sembradas de achira con un rendimiento promedio de 1000 kilogramos de harina por hectárea, el cual es procesado en cientos de panaderías artesanales para producir el famoso «bizcocho de achira», que es un símbolo regional en ciertas regiones de Sudamérica. También se producen galletas, panecillos y dulces en empaques higiénicos y excelente preparación y presentación. A diferencia de los países andinos, donde el cultivo ha ido disminuyendo, en Vietnam se han incrementado las siembras en pocos años, hasta la cantidad de 30 000 hectáreas y se está usando la harina para elaborar fideos transparentes («fideos de gluten»), alimento popular en todo el sudeste asiático, a un menor costo y produciendo pasta de extraordinaria calidad.
En la industria alimenticia el almidón de achira es consumido como bizcochuelos, almojábanas, panecillos, como espesante en sopas instantáneas y coladas para niños, en la industria de productos enlatados, en la elaboración de salsas, como relleno en productos dietéticos y en la elaboración de gomas dulces entre otros. En la industria farmacéutica es muy utilizado como rellenos en la elaboración de medicinas en pastillas. En la industria textil, para almidonar prendas y para lograr adhesión de las fibras que constituyen las prendas. En la industria papelera y de adhesivos el almidón de achira no presenta toxicidad y no es obstáculo para el reciclaje de papel.

### Uso medicinal
Varias especies de este género han sido utilizadas en medicina popular debido a las diferentes acciones farmacológicas que presentan los distintos órganos de estas plantas. Así, el rizoma de Canna coccinea se utiliza como diurético, antiasmático y emoliente mientras que las hojas se usan como antirreumático. El rizoma de Canna glauca se utiliza como diurético y diaforético.

## Cultivo

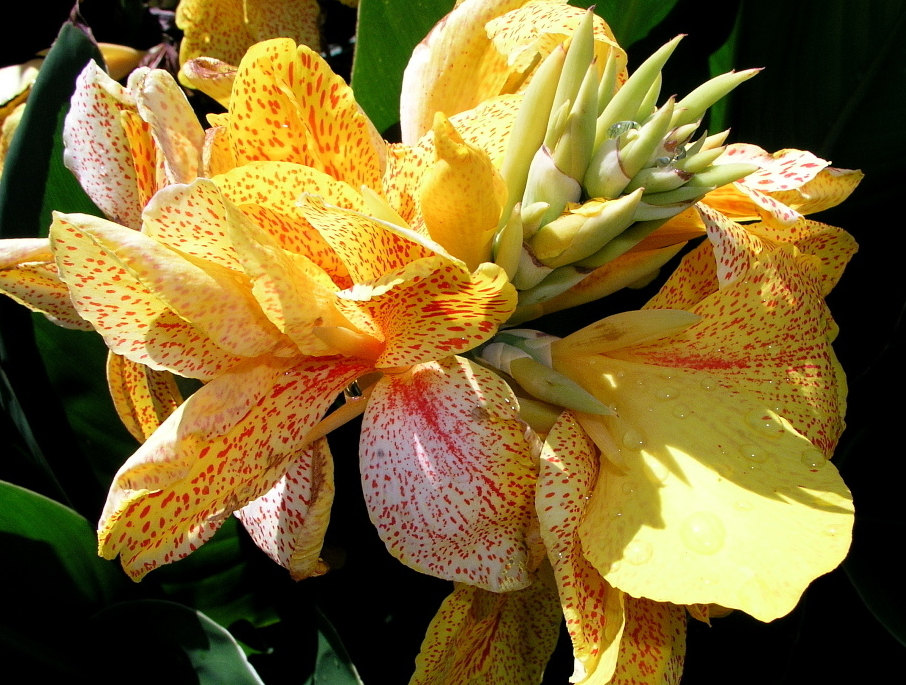
Inflorescencia de un cultivar de achira, Nueva Zelanda.

Las achiras crecen mejor cuando son ubicadas a pleno sol en suelos bien drenados, ricos o arenosos. El crecimiento vegetativo comienza cuando terminan los fríos invernales y avanza durante toda la estación cálida hasta que ocurren las primeras heladas, momento en el cual se seca la parte aérea de las plantas y permanece el rizoma subterráneo como órgano de reserva, el cual subsistirá dormido (es decir, sus yemas permanecen latentes, sin divisiones celulares y con muy poca actividad metabólica) hasta que las temperaturas comienzan a elevarse nuevamente. En zonas de inviernos suaves, los rizomas pueden permanecer en el suelo durante el invierno. No obstante, en regiones con inviernos muy crudos —en las que, por ejemplo, se congela el horizonte superficial del suelo hasta -10 °C— los rizomas deben sacarse del suelo apenas termina el otoño y guardarse, resguardados de las bajas temperaturas (a más de 7 °C), hasta la primavera.
Los rizomas se deben plantar a unos 10 a 15 cm de profundidad, separándolos 50 cm unos de otros. Durante el crecimiento de los tallos y de las hojas se pueden fertilizar las plantas con nutrientes minerales (que contengan nitrógeno, fósforo, potasio y calcio) si es que el suelo no está bien dotado de ellos. De igual forma, se debe mantener una adecuada humedad durante todo el período de crecimiento ya que las achiras no resisten la sequía. Los riegos pueden empezar a espaciarse o eliminarse cuando las hojas comienzan a secarse al inicio de la estación fría. Las achiras también pueden cultivarse en macetas o contenedores, donde se deben extremar las precauciones en lo referente a riegos y aportes de nutrientes como fertilizantes.

### Multiplicación
- Reproducción sexual

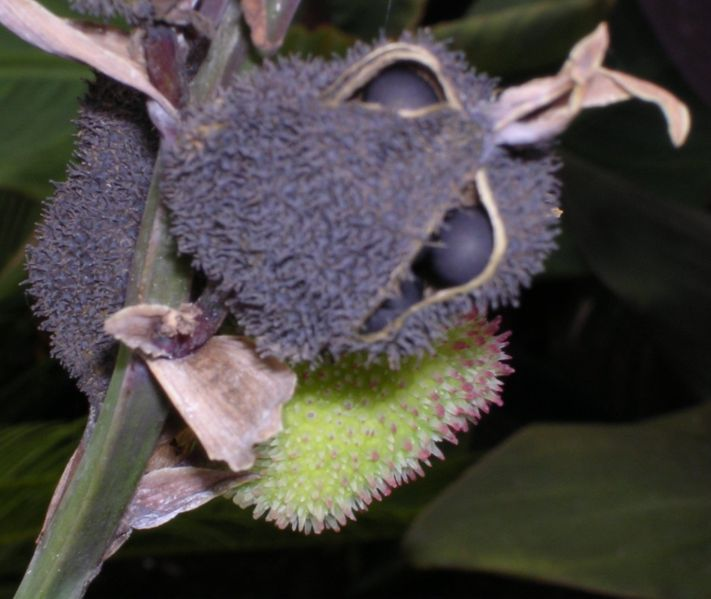
Fruto de achira comenzando a abrirse. Se observan en su interior las semillas de color negro brillante.

Si bien hay algunas especies o poblaciones que son autógamas, la mayor parte de las achiras son alógamas, es decir necesitan cruzarse con plantas diferentes para poder dar descendientes. El transporte del polen de una planta a otra (la polinización) la llevan a cabo murciélagos o colibríes, los que son recompensados con néctar que las flores de Canna producen en abundancia. Las semillas obtenidas, muy duras, deben mantenerse antes de su siembra en agua caliente durante 24 horas para ablandar las cubiertas. La época óptima de siembra es a finales de invierno, en un sustrato de turba y arena y con temperaturas de por lo menos 18 a 20 °C, pudiendo ser algo menores una vez que las semillas han germinado.
La multiplicación por semillas, gracias a la reproducción sexual, es un método para incrementar las poblaciones de algunas de las especies naturales. La alogamia, sumada a la gran variabilidad de los cultivares de Canna, impide que se mantengan inalterables las características de las variedades cuando se multiplican sexualmente debido a la recombinación genética.
Por ello, para mantener las plantas con las mismas características y para propagar a los cultivares estériles (muchos de ellos son triploides), se debe acudir a la reproducción vegetativa.
- Reproducción asexual o vegetativa

Para multiplicar a las achiras asexualmente se recurre a la división de los rizomas. Estos se cortan en varios trozos, de modo que cada uno lleve una o dos yemas vigorosas. Esta operación puede hacerse aprovechando la extracción y almacenamiento de los rizomas durante el invierno en climas rigurosos, o bien al comienzo de la estación cálida en los climas benignos. Los trozos se guardan y se mantienen húmedos, plantándolos cuando comiencen a brotar, hecho que ocurre cuando las temperaturas comienzan a incrementar. Una vez plantados deben ser fertilizados y regados con regularidad.
También se utilizan técnicas de micropropagación para propagar rápidamente algunos cultivares. Sin embargo, las achiras son bastante recalcitrantes para ser cultivadas in vitro.

### Enfermedades
Las enfermedades que pueden atacar a las distintas especies de Canna en el jardín son varias y se pueden agrupar, de acuerdo a su etiología, en enfermedades producidas por bacterias, hongos o virus.
- Enfermedades producidas por bacterias:

Destaca sobre todo la «podredumbre de las yemas y de los brotes» ocasionada por la bacteria Xanthomonas cannae. Los síntomas en las hojas son una serie de manchitas que al coalescer dan un aspecto de rayado o listado a las mismas. Los síntomas en los pimpollos son el ennegrecimiento y podredumbre húmeda de las inflorescencias antes de la floración.
El mejor control para esta enfermedad es plantar rizomas sanos, que no provengan de plantas con esos síntomas.
- Enfermedades producidas por hongos:

Es de importancia la «podredumbre del tallo y de los rizomas» causada por hongos de los géneros Rhizoctonia y Fusarium, los cuales pueden colonizar las raíces y más tarde la base de los tallos, causando la marchitez y posteriormente la muerte de las plantas infectadas. El control de esta enfermedad se basa en la desinfección del terreno antes de la plantación y en evitar el exceso de humedad o el encharcamiento.
La «alternariosis» es otra enfermedad de importancia en las achiras. Está causada por un hongo del género Alternaria.
La roya de la achira es otra enfermedad causada por el hongo Puccinia cannacearum que ocasiona pústulas de color anaranjado sobre las hojas.
- Enfermedades causadas por virus:

Las plantas de achira pueden ser atacadas por varios tipos de virus, lo que determina la aparición de hojas manchadas, listadas, plantas enanas y deformes o con un crecimiento distorsionado especialmente en las hojas y flores.
- - Virus del moteado de la achira (CYMV por "Canna yellow mottle badnavirus") que infecta solamente especies del género Canna.[61]
  - Virus del mosaico amarillo del poroto (BYMV, por sus siglas en inglés «Bean yellow mosaic virus»), el cual infecta achiras, gladiolos, fresias y varias legumbres.[62]
  - Virus del estriado amarillo de la achira (CaYSV, Canna yellow streak virus), el cual ocasiona estrías amarillas y mosaicos en las hojas.[63]

### Plagas
Las plantas de achira pueden ser atacadas por pulgones que debilitan la planta y transmiten virus, por cochinillas (como por ejemplo Aspidiotus lataniaeahora Hemiberlesia lataniae), por orugas de ciertas mariposas  (como Gortyna ochracea o Xanthoecia flavago) que taladran los tallos y por gusanos alambre o gusanos blancos (Agriotes lineatus y Anoxia villosa) que devoran las raíces.